# Pierluigi Morizio
Pierluigi Morizio (Bari, 9 ottobre 1957) è un attore, regista teatrale e pubblicista italiano.

## Biografia
Formatosi in seno al Teatro Abeliano di Bari, cura regie televisive e ha firmato le regie teatrali di Novecento di Alessandro Baricco e Pig Maglione di Gilmoure.
Come giornalista si è occupato in veste di redattore del giornale telematico Medimage e ha condotto il Tg dell'emittente VideoEmme. Ha inoltre collaborato con le testate stampa baresi Il Settimanale e La Città.
Nel 2017 ha pubblicato il saggio di ricerca Il futuro anteriore della televisione, edito da Segnali di Fumo in collaborazione con il CoReCom Puglia.
Al suo attivo anche un disco come paroliere (La fattoria degli animali, ed. C&M) e un romanzo breve (Il colosso di neve, ed. TempestaRacano LTV).
L'attività di attore lo porta su alcuni set cinematografici: Nel 1990 è nel film La stazione girato in Puglia. Nel 1997 partecipa all'episodio n.3 della seconda stagione di The Hunger dal titolo The Dream sentinel.
È inserito anche in una puntata della fiction La squadra su Rai 3.
Nel 2004, insieme a Checco Zalone e Giacinto Lucariello, presenta il concorso di bellezza Ragazza Cinema Ok nei locali della Puglia.
Conduce stabilmente dal 2013 il festival internazionale di blues Bitonto Blues Festival.
Ha condotto nella stagione 20/21 la produzione online "Diabolica passione Chiamata Musica" (produzione BBF)  dove ha avuto come ospiti, tra gli altri, Dodi Battaglia, Eugenio Finardi, Teresa De Sio, Carlo Massarini, Mario Venuti, Piero Cassano dei Matia Bazar, Fabio Treves, Ronnie Jones.

## Filmografia
- 1990 La stazione
- 1997 The Hunger (episodio The dream sentinel)
- La squadra